# NGC 4717
NGC 4717 (другие обозначения — MCG -1-33-23, PGC 43467) — пекулярная спиральная галактика с перемычкой (морфологический тип по Вокулёру SB(rs)a pec) в созвездии Девы. Галактика открыта В. Темпелем в 1882 году.
Этот объект входит в число перечисленных в оригинальной редакции «Нового общего каталога».
Считается, что галактика составляет физический триплет с соседней линзообразной галактикой NGC 4716, от которой её отделяет угловое расстояние 0,76′ к северо-северо-западу, и с более отдалённой спиральной галактикой PGC 43465 (3,43′ к югу), поскольку их лучевые скорости близки. Триплет является изолированным, он обозначен в каталоге южных галактических триплетов как T46, галактика NGC 4717 имеет обозначение T46C.